# Orionides
Les Orionides sont des étoiles filantes qui apparaissent chaque année à partir du mois d'octobre (entre le 2 octobre et le 7 novembre avec un pic autour du 21 octobre).

## Observation
Lorsque les conditions d'observation sont bonnes (pas de nuage, pas de Lune), on peut en apercevoir jusqu'à environ une vingtaine par heure, elles semblent venir de la constellation d'Orion, comme l'indique leur nom qui se rapporte à l'emplacement de leur radiant sur la voûte céleste.

## Origine
La Terre traverse chaque année cet essaim  météoritique. Ce champ de poussières a été laissé par la comète de Halley sur son orbite lors de ses différents passages autour du Soleil.
Les Orionides sont les Êta aquarides d'automne, la Terre coupe en effet chaque année deux fois l'orbite de cet essaim. Les Orionides sont moins riches en étoiles filantes que les Êta aquarides, mais dans l'hémisphère nord leur observation est plus aisée.[réf. nécessaire]